# Paul Ahyi
Paul Ahyi (15. ledna 1930 Abomey – 4. ledna 2010 Lomé) byl výtvarný umělec z Toga.
Narodil se ve Francouzském Dahomé, studoval v Dakaru a pak odešel do Francie. V roce 1959 se stal absolventem pařížské École nationale supérieure des beaux-arts a usadil se v Togu, odkud pocházeli jeho rodiče. V roce 1960 zvítězil jeho návrh v soutěži o novou vlajku Toga. Je také autorem památníku nezávislosti Toga, který se nachází u kongresového paláce v Lomé.
Jeho tvorba spojuje africkou a evropskou výtvarnou tradici. Ahyi vytvářel sochy z kamene i kovu, reliéfy, tapiserie, olejomalby, lepty a pyrografie. Věnoval se také keramice, šperkařství, dřevořezbě, architektuře a návrhářství interiérů. K jeho nejznámějším výtvorům patří socha Naděje Afriky v soulském Olympijském parku, afričtí bohové v Ouidahu nebo pomník německo-tožského přátelství v Baguidě na předměstí Lomé. Napsal knihy Togo, mon cœur saigne a La réflexion sur l’art et la culture.
Organizace UNESCO ho v roce 2009 jmenovala do funkce Umělce pro mír.